# Bonamia tomentosa
Bonamia tomentosa är en vindeväxtart som beskrevs av Hassler. Bonamia tomentosa ingår i släktet Bonamia och familjen vindeväxter. Inga underarter finns listade i Catalogue of Life.